# 하체림 공군기지

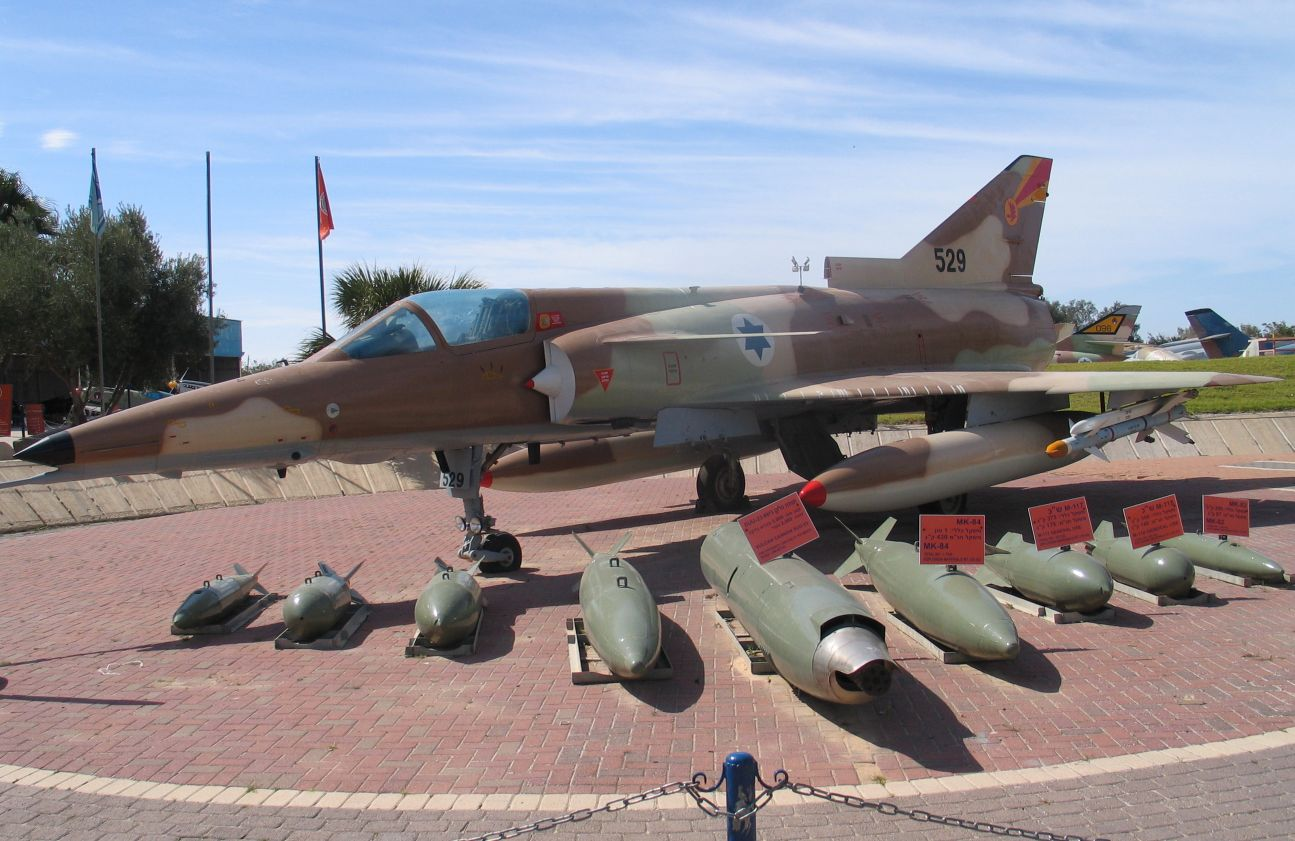
하체림 공군기지의 이스라엘 공군 박물관에 전시된 IAI 크피르

하체림 공군기지(Hatzerim Airbase)는 하체림 키부츠 서쪽의 네게브 사막에 위치한 이스라엘 공군의 공군 기지이다.

## 역사
1966년에 이스라엘 공군 비행 아카데미가 설치되었다. 이스라엘 공군 에어쇼 팀이 배속되어 있다. 1977년 이스라엘 공군 박물관을 세웠다. 1991년 6월부터 박물관을 일반에 공개했다.
팔레스타인 가자 지구에서 동남쪽으로 37 km 떨어져 있다.

## 예하부대
- 69 비행대대: F-15I
- 102 비행대대: TA-4
- 107 비행대대: F-16I
- 123 비행대대: UH-60 블랙호크